# Snabbøksa
Snabbøksa est une île norvégienne du comté de Hordaland appartenant administrativement à Austevoll.

## Description
Rocheuse et désertique, elle s'étend sur environ 119 m de longueur pour une largeur approximative de 57 m. 